# Ceroplastes ajmerensis
Ceroplastes ajmerensis är en insektsart som först beskrevs av Avasthi och Shafee 1979.  Ceroplastes ajmerensis ingår i släktet Ceroplastes och familjen skålsköldlöss. Inga underarter finns listade i Catalogue of Life.